# Sony Ericsson W800
El Sony Ericsson W800 fue el primer teléfono celular de la serie Walkman que salió a la venta el 1 de julio de 2005.
La principal característica de este modelo (y del resto de los modelos de la serie W) es la incorporación de serie de un reproductor Walkman integrado y un lector de tarjetas Memory Stick. En el caso del W800, utiliza Memory Stick Pro Duo, mientras que otros modelos más modernos (como W300 y W850) utilizan el nuevo Memory Stick Micro, apodado M2.
Acorde con su numeración (a más alta más prestaciones), el W800 es actualmente el décimo teléfono de más alta gama de la serie W, por debajo del W760, W610, W810, W850, W880, W900, W902, W910, W950, W960 y W980.
Incorpora una cámara de 2 Megapíxeles con linterna LED ultrabrillante que actúa además como Flash. Dicha cámara dispone de modo foto y vídeo, además de disponer de varios efectos similares a las cámaras CyberShot y diversos modos de disparo (ráfaga, nocturno, macro etc)

## Accesorios
- Auriculares estéreo HPM-70
- Memory Stick Duo 512 mb
- Adaptador para Memory Stick
- Disco de programas para la transmisión de datos por PC
- Cable de datos USB DCU-60
- Manual de usuario
- Batería
- Cargador portátil

## Especificaciones
- Cámara de 2 Megapíxeles con Autofoco y Flash led
- Bandas GSM 900, 1800 y 1900
- Dimensiones 100 x 46 x 20,5 mm (3.9 x 1.8 x 0.8 pulgadas)
- Pantalla TFT de 262.144 colores 176x220 píxeles
- Memoria interna de 34 MB
- Ranura para Memory Stick Duo y Memory Stick Pro Duo (Expandible hasta 4GB)
- Reproductor de medios que soporta archivos MP3, AAC, WAV, MP4 y 3GP
- Función Megabass
- Transmisión de datos por medio de Bluetooth, Infrarrojo y Cable USB

## Su imitación
Un Sony Ericsson W800 falso ha salido en China bajo el nombre de Music Mobile W800c, pero algo grande; el logo de Walkman ha sido modificado, la marca 'Sony Ericsson' ha sido reemplazado por 'Music Mobile', al lado, el símbolo "Walkman" es reemplazado por "MusicVideo", dicha imitación tiene una cámara de 1.3 MP, Radio FM y usa tarjetas MicroSD; en el Software, la imagen de fondo es el logo Walkman, y el Menú principal usa los mismos íconos de Sony Ericsson (Walkman, PlayNow, Contactos, etc).